# لیگ برتر فوتبال ایران ۰۱–۱۴۰۰
لیگ برتر فوتبال ایران ۰۱–۱۴۰۰ بیست و یکمین دوره جام خلیج فارس و چهلمین دوره لیگ فوتبال ایران که توسط فدراسیون فوتبال ایران برگزار شد.استقلال در این فصل بدون شکست فصل را به پایان رساند.
تیم استقلال بدون باخت برای دهمین بار قهرمان این دوره از رقابت‌ها شد و به مسابقات سوپر جام فوتبال ایران ۱۴۰۱ راه پیدا کرد.

## دربارهٔ فصل
این فصل مسابقات لیگ برتر زودتر از فصل گذشته به پایان می‌رسد. تاریخ شروع فصل جدید بازی‌ها ۲۷ مهر و پایان بازی‌ها ۱۲ خرداد اعلام شده‌است.
- شروع مسابقات ۲۷ مهر ۱۴۰۰
- پایان مسابقات ۱۲ خرداد ۱۴۰۱
- زمان نقل و انتقالات ابتدای فصل (تابستانی) مسابقات حرفه ای ۲۳ مرداد تا ۱۶ آبان ۱۴۰۰
- زمان نقل و انتقالات نیم فصل (زمستانی) مسابقات حرفه ای ۱۶ دی ۱۴۰۰ تا ۱۳ بهمن ۱۴۰۰[۳]
- به گزارش دیلی فوتبال؛ با اعلام روابط عمومی سازمان لیگ فوتبال ایران، قرعه کشی لیگ برتر فصل ۱۴۰۱–۱۴۰۰ روز شنبه ۱۰ مهر ۱۴۰۰ با حضور مسئولان سازمان لیگ و یک نماینده از هر باشگاه لیگ برتری و رعایت پروتکل‌های بهداشتی برگزار می‌شود. مکان و ساعت برگزاری قرعه کشی قرعه کشی لیگ برتر ۱۴۰۱–۱۴۰۰ متعاقباً اعلام خواهد شد.[۴][۵]
- به گزارش ایرنا، سازمان لیگ فوتبال ایران اعلام کرد، قرعه کشی لیگ برتر بیست و یکم روز شنبه ۱۰ مهر از ساعت ۱۶:۳۰ و با حضور مدیران فدراسیون، سازمان لیگ فوتبال و نمایندگان باشگاه‌های لیگ برتری برگزار خواهد شد[۴][۱]
- به گزارش ایرنا، مراسم قرعه‌کشی فصل ۱۴۰۱–۱۴۰۰ لیگ برتر فوتبال ایران با حضور مسوولان سازمان لیگ و نمایندگان باشگاه‌ها برگزار و از برنامه هفته اول نیز رونمایی شد. در هفته نخست مسابقات که در تاریخ ۲۷ مهرماه برگزار می‌شود دیدارها به ترتیب زیر خواهند بود: فولاد خوزستان- پیروزی تهران استقلال تهران- هوادار تهران نساجی مازندران- فجرسپاسی شیراز سپاهان اصفهان- مس رفسنجان گل گهر سیرجان- تراکتور تبریز صنعت نفت آبادان- ذوب‌آهن اصفهان پیکان تهران- نفت مسجدسلیمان پدیده مشهد- آلومینیوم اراک بدین ترتیب پرسپولیس باید در هفته نخست در اهواز به مصاف قهرمان جام حذفی یعنی فولاد برود تا این دو تیم پیش از برگزاری سوپرجام، به مصاف یکدیگر بروند. استقلال هم باید به مصاف تیم تازه لیگ برتری شده هوادار برود که رضا عنایتی، بازیکن پیشین استقلال، سرمربی آن است.[۶]

### آزادسازی ورود زنان به ورزشگاه‌ها

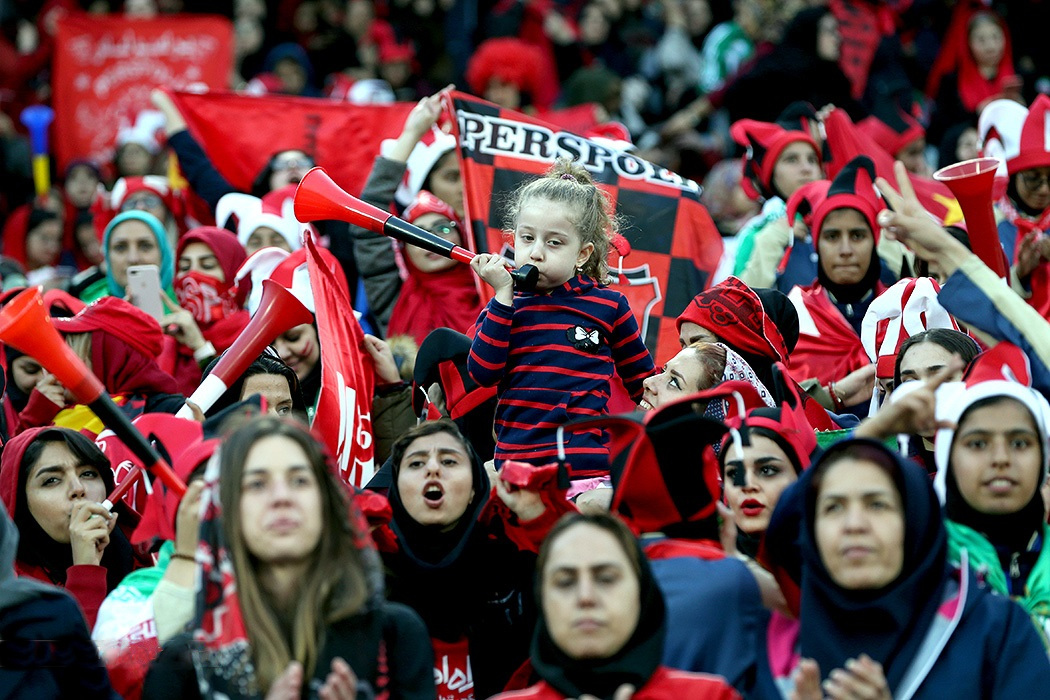
در جریان فینال لیگ قهرمانان آسیا ۲۰۱۸، برای نخستین بار به شکل رسمی زنان ایرانی توانستند در یک بازی باشگاهی پس از انقلاب ۱۳۵۷ وارد ورزشگاه شوند اما تا لیگ ۰۱–۱۴۰۰، تلاشی جدی برای حضور زنان ایران در ورزشگاه‌ها نشد.

در این لیگ، نخست برای پیشگیری از حضور زنان در ورزشگاه‌ها، کلاً بازی‌ها بدون تماشاگر برگزار شد. پیش از انقلاب ۱۳۵۷، حضور زنان در ورزشگاه‌های ایران آزاد بود اما در سال‌های پس از این انقلاب و در راستای سیاست‌های حکومت جمهوری اسلامی، حضور زنان، محدود و تماشای مسابقات مردان در سالن یا ورزشگاه ممنوع شد. با وجود این ممنوعیت‌ها زنان ایرانی تلاش کردند که وارد ورزشگاه بشوند اما نیروی انتظامی جمهوری اسلامی این زنان را دستگیر کرده و مانع ورودشان به ورزشگاه شده‌است.
فشارهای بین‌المللی به جمهوری اسلامی برای ورود زنان ایران به ورزشگاه‌ها سال‌های زیادی ادامه یافتند تا آنکه فیفا در سال ۲۰۱۹ هشداری جدی به مقامات فوتبال ایران داد و با قول رئیس‌جمهور جمهوری اسلامی ایران، در نهایت ایران پذیرفت که زنان وارد ورزشگاه‌ها شوند. اما مراجع تقلید هنوز معتقد بودند این کار اشکال دارد و باز هم مخالف ورود زنان به ورزشگاه شدند. اما فشارها برای حضور زنان در لیگ ادامه یافت تا احتمال ورودشان در لیگ این سال، قوت یابد. در آبان ۱۴۰۰، یک مقام فوتبالی لیگ برتر اعلام کرد که به دلیل اجبار فیفا برای آزادسازی ورود زنان ایرانی به ورزشگاه‌ها، بازی‌های لیگ بدون تماشاگر برگزار می‌شوند.

### محرومیت‌ها و حکم‌ها

#### ۳–۰ شدن بازی‌های گل‌گهر به سود استقلال، پیکان و سپاهان
پس از ارسال شکایت استقلال تهران و سپاهان اصفهان علیه گل‌گهر سیرجان، با اتهام بهره‌گیری از اریک بابو باگناما بوکوم، فدراسیون فوتبال جمهوری اسلامی ایران این نتیجه را گرفت که این بازیکن باشگاه گل‌گهر طبق قوانین داخلی، مجاز به حضور در لیگ برتر فوتبال ایران نیست. قانون مورد استناد، می‌گفت که این دسته از بازیکنان خارجی «در دو سال منتهی به عقد قراردادشان با باشگاه‌های ایرانی باید در ۴ بازی رسمی یا دوستانه تیم‌ملی بزرگسالان کشور خود بازی کرده باشند». فدراسیون فوتبال ایران اما در میانه‌های لیگ اعلام کرد که اریک بوکوم، در دو سال پیش از قراردادش با باشگاه ایرانی، هیچ بازی ملی انجام نداده بوده و مدارک باشگاه گل‌گهر نیز دیگر از اعتبار برخوردار نیستند. برای تجدیدنظر و ارسال شکایت نیز هفت روز به این باشگاه مهلت داده شد. در حکم، باشگاه گل‌گهر به دلیل بهره‌گیری از بازیکن گابنی خود که بر اساس آیین‌نامه داخلی فوتبال ایران غیرقانونی دانسته شد، محکوم گردید و بازی‌های این تیم برابر استقلال، پیکان و سپاهان سه بر صفر به سود حریفان اعلام شد و امتیاز قابل توجهی از دست داد. یک روز بعد از حکم، این باشگاه با نشر عمومی سندی نشان داد که مسئول روابط فرامرزی فدراسیون فوتبال ایران خودش از فدراسیون فوتبال گابن استعلام این بازیکن را گرفته بود و قانونی بودن بازیکن را نیز تأیید کرده‌است. این باشگاه اعلام کرد که هنگامی که همه استعلام‌ها به شکل مستقیم توسط فدراسیون فوتبال ایران گرفته شده‌اند و آن‌ها دخالتی در این پروسه نداشته‌اند، نیاز است به مراجع قضایی بالاتر و فیفا شکایت کنند. رسانه رسمی این باشگاه همچنین فدراسیون فوتبال ایران را «فدراسیون آبی» خواند و به اینکه بازیکن باشگاه استقلال در ماجرای مشابه محکوم نشد، اشاره کرد. این باشگاه پیش از صادر شدن حکم نیز به وزیر ورزش جدید جمهوری اسلامی کنایه زده بود.

## تیم‌ها

### تعداد تیم‌ها در هر استان
| استان          | تعداد تیم‌ها |                                  |
| -------------- | ----------- | -------------------------------- |
| تهران          | ۴           | استقلال، پرسپولیس، پیکان، هوادار |
| خوزستان        | ۳           | صنعت نفت، فولاد، نفت مسجدسلیمان  |
| اصفهان         | ۲           | ذوب‌آهن، سپاهان                   |
| کرمان          | ۲           | گل‌گهر سیرجان، مس رفسنجان         |
| مازندران       | ۱           | نساجی                            |
| مرکزی          | ۱           | آلومینیوم اراک                   |
| آذربایجان شرقی | ۱           | تراکتور                          |
| فارس           | ۱           | فجر سپاسی                        |
| خراسان رضوی    | ۱           | شهر خودرو                        |

## ورزشگاه‌ها
| آزادی               | نقش جهان         | یادگار امام       |
| ------------------- | ---------------- | ----------------- |
| استقلال - پرسپولیس  | سپاهان           | تراکتور           |
| ۸۰٬۰۰۰ نفر          | ۷۵٬۰۰۰ نفر       | ۶۶٬۸۳۳ نفر        |
|                     |                  |                   |
| فولاد آرنا          | امام رضا(1)      | (1)ثامن‌الائمه     |
| فولاد               | نساجی            | شهر خودرو         |
| ۳۰٬۶۵۵ نفر          | ۲۷٬۰۰۰ نفر       | ۲۴٬۴۰۰ نفر        |
|                     |                  |                   |
| تختی آبادان         | حافظیه           | فولادشهر          |
| صنعت نفت            | فجر سپاسی        | ذوب‌آهن            |
| ۲۲٬۰۰۰ نفر          | ۲۰٬۰۰۰ نفر       | ۱۵٬۰۰۰ نفر        |
|                     |                  |                   |
| امام خمینی          | شهید بهنام محمدی | شهید دستگردی      |
| آلومینیوم اراک      | نفت مسجدسلیمان   | پیکان(1) - هوادار |
| ۱۵٬۰۰۰ نفر          | ۱۰٬۰۰۰ نفر       | ۸٬۲۵۰ نفر         |
|                     |                  |                   |
| شهید سلیمانی سیرجان | شهدای مس رفسنجان |                   |
| گل‌گهر               | مس رفسنجان       |                   |
| ۸٬۰۰۰ نفر           | ۲٬۰۰۰ نفر        |                   |
|                     |                  |                   |

• 1 به معنای این است که این ورزشگاه ها
اجاره شده اند و ورزشگاه واقعی این تیم ها نیست.
شهر خودرو: امام رضا مهشد
پیکان: شهدای قدس تهران
نساجی: شهید وطنی قائمشهر

## تغییرات مربیان
| تیم             | سرمربی خارج شده | دلیل خروج       | هفته خروج       | سرمربی تازه          | زمان             |
| --------------- | --------------- | --------------- | --------------- | -------------------- | ---------------- |
| ذوب‌آهن          | مجتبی حسینی     | اخراج           | پیش از شروع فصل | مهدی تارتار          | ۲۰ مرداد ۱۴۰۰    |
| پیکان           | مهدی تارتار     | توافق با ذوب‌آهن | پیش از شروع فصل | مجتبی حسینی          | ۲۳ مرداد ۱۴۰۰    |
| فولاد خوزستان   | جواد نکونام     | استعفا          | پیش از شروع فصل | عبدالله ویسی         | ۳ شهریور ۱۴۰۰    |
| شهر خودرو       | سید مهدی رحمتی  | استعفا          | پیش از شروع فصل | محمدرضا مهاجری       | ۱۱ شهریور ۱۴۰۰   |
| صنعت نفت آبادان | سیروس پورموسوی  | استعفا          | پیش از شروع فصل | علیرضا منصوریان      | ۲۰ شهریور ۱۴۰۰   |
| نفت مسجدسلیمان  | محمود فکری      | اخراج           | پیش از شروع فصل | فراز کمالوند         | ۴ مهر ۱۴۰۰       |
| شهر خودرو       | محمدرضا مهاجری  | اخراج           | دوم             | اکبر میثاقیان        | ۳ آبان ۱۴۰۰      |
| فولاد خوزستان   | عبدالله ویسی    | اخراج           | چهارم           | جواد نکونام          | ۱۶ آبان ۱۴۰۰     |
| تراکتور         | فیروز کریمی     | استعفا          | چهارم           | زوونیمیر سولدو       | ۲۳ آبان ۱۴۰۰     |
| شهر خودرو       | اکبر میثاقیان   | اخراج           | نهم             | داوود سیدعباسی       | ۲۰ آذر ۱۴۰۰      |
| نفت مسجدسلیمان  | فراز کمالوند    | استعفا          | پانزدهم         | محمود فکری           | ۳۰ دی ۱۴۰۰       |
| تراکتور         | زوونیمیر سولدو  | اخراج           | نوزدهم          | ارطغرل ساغلام        | ۹ اسفند ۱۴۰۰     |
| فجر سپاسی       | علی کلانتری     | اخراج           | بیست و یکم      | مهرزاد معدنچی (موقت) | ۱۸ اسفند ۱۴۰۰    |
| آلومینیوم اراک  | رسول خطیبی      | اخراج           | بیست و دوم      | سید مهدی رحمتی       | ۲۲ اسفند ۱۴۰۰    |
| فجر سپاسی       | مهرزاد معدنچی   | توافقی          | بیست و سوم      | مجتبی سرآسیایی       | ۲۸ اسفند ۱۴۰۰    |
| نفت مسجدسلیمان  | محمود فکری      | اخراج           | بیست و سوم      | محمدرضا مهاجری       | ۳ فروردین ۱۴۰۱   |
| نساجی           | ساکت الهامی     | اخراج           | بیست و ششم      | اسماعیل اسماعیلی     | ۲۱ اردیبهشت ۱۴۰۱ |

## آمار

### گلزنان برتر

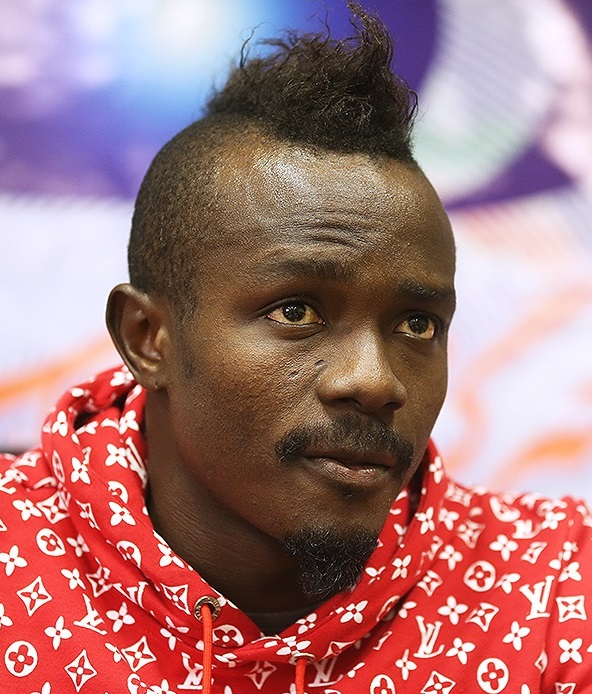
گادوین منشابازدن ۱۴ گل برای مس رفسنجان اقای‌گل لیگ شد.

| نام               | تیم        | گل |
| ----------------- | ---------- | -- |
| گادوین منشا       | مس رفسنجان | ۱۴ |
| کوین یامگا        | استقلال    | ۱۰ |
| شهریار مغانلو     | سپاهان     | ۹  |
| لوسیانو پریرا     | فولاد      | ۹  |
| امیرحسین حسین‌زاده | استقلال    | ۸  |
| محمد عباس‌زاده     | تراکتور    | ۸  |

### بهترین پاسورها

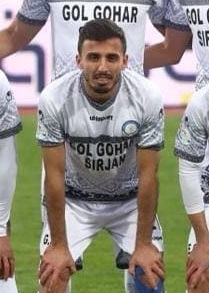
سعید صادقی با ۱۴پاس گل برای گل‌گهر بهترین پاسور لیگ شد

| نام            | تیم        | پاس گل |
| -------------- | ---------- | ------ |
| سعید صادقی     | گل‌گهر      | ۱۴     |
| مهدی ترابی     | پرسپولیس   | ۱۱     |
| محسن آذرباد    | مس رفسنجان | ۱۰     |
| مهدی مهدی‌پور   | استقلال    | ۱۰     |
| سجاد شهباززاده | سپاهان     | ۶      |
| سروش رفیعی     | سپاهان     | ۶      |

## جدول
| رتبه | تیم            | بازی | برد | مساوی | باخت | گل زده | گل خورده | گل تفاضل | امتیاز | صعود یا سقوط                         |
| ---- | -------------- | ---- | --- | ----- | ---- | ------ | -------- | -------- | ------ | ------------------------------------ |
| ۱    | استقلال        | ۳۰   | ۱۹  | ۱۱    | ۰    | ۳۹     | ۱۰       | ۲۹+      | ۶۸     |                                      |
| ۲    | پرسپولیس       | ۳۰   | ۱۸  | ۹     | ۳    | ۴۴     | ۲۱       | ۲۳+      | ۶۳     |                                      |
| ۳    | سپاهان         | ۳۰   | ۱۶  | ۸     | ۶    | ۴۳     | ۲۱       | ۲۲+      | ۵۶     | صعود به مرحله‌گروهی لیگ قهرمانان آسیا |
| ۴    | گل‌گهر          | ۳۰   | ۱۳  | ۱۲    | ۵    | ۳۷     | ۲۸       | ۹+       | ۵۱     |                                      |
| ۵    | فولاد          | ۳۰   | ۱۳  | ۱۰    | ۷    | ۳۰     | ۲۲       | ۸+       | ۴۹     | صعود به مرحله‌گروهی لیگ قهرمانان آسیا |
| ۶    | مس رفسنجان     | ۳۰   | ۱۲  | ۹     | ۹    | ۳۹     | ۲۹       | ۱۰+      | ۴۵     |                                      |
| ۷    | ذوب‌آهن         | ۳۰   | ۱۰  | ۷     | ۱۳   | ۲۱     | ۲۵       | ۴−       | ۳۷     |                                      |
| ۸    | آلومینیوم اراک | ۳۰   | ۷   | ۱۶    | ۷    | ۲۰     | ۲۳       | ۳−       | ۳۷     |                                      |
| ۹    | پیکان          | ۳۰   | ۷   | ۱۵    | ۸    | ۲۶     | ۲۷       | ۱−       | ۳۶     |                                      |
| ۱۰   | صنعت نفت       | ۳۰   | ۹   | ۹     | ۱۲   | ۲۶     | ۳۰       | ۴−       | ۳۶     |                                      |
| ۱۱   | هوادار         | ۳۰   | ۸   | ۱۰    | ۱۲   | ۱۸     | ۲۵       | ۷−       | ۳۴     |                                      |
| ۱۲   | نساجی          | ۳۰   | ۶   | ۱۵    | ۹    | ۲۴     | ۳۴       | ۱۰−      | ۳۳     |                                      |
| ۱۳   | تراکتور        | ۳۰   | ۷   | ۱۰    | ۱۳   | ۲۶     | ۳۲       | ۶−       | ۳۱     |                                      |
| ۱۴   | نفت م.س        | ۳۰   | ۳   | ۱۳    | ۱۴   | ۱۴     | ۳۵       | ۲۱−      | ۲۲     |                                      |
| ۱۵   | شهر خودرو      | ۳۰   | ۲   | ۱۱    | ۱۷   | ۱۷     | ۴۳       | ۲۶−      | ۱۷     | سقوط به لیگ آزادگان                  |
| ۱۶   | فجر سپاسی      | ۳۰   | ۲   | ۱۱    | ۱۷   | ۱۰     | ۲۹       | ۱۹−      | ۱۷     | سقوط به لیگ آزادگان                  |

- نکته: نتایج بازی‌های رودررو پس از انجام تمامی مسابقات در پایان فصل لحاظ می‌شود.
یادداشت:

1. ↑  باشگاه استقلال به دلیل مالیکت مشترک با باشگاه پرسپولیس و همچنین بدهی مالی از مسابقات لیگ قهرمانان آسیا حذف شد.
2. ↑  باشگاه پرسپولیس به دلیل مالیکت مشترک با باشگاه استقلال و همچنین بدهی مالی از مسابقات لیگ قهرمانان آسیا حذف شد.
3. ↑  باشگاه گل‌گهر به دلیل عدم کسب مجوز حرفه ای اجازه حضور در مسابقات آسیایی را ندارد.
4. ↑  باشگاه فولاد به عنوان قهرمان جام حذفی به لیگ قهرمانان آسیا صعود کرد.

## پیشرفت باشگاه در فصل
| تیم / دوره     | ۰۱ | ۰۲ | ۰۳ | ۰۴ | ۰۵ | ۰۶ | ۰۷ | ۰۸ | ۰۹ | ۱۰ | ۱۱ | ۱۲ | ۱۳ | ۱۴ | ۱۵ | ۱۶ | ۱۷ | ۱۸ | ۱۹ | ۲۰ | ۲۱ | ۲۲ | ۲۳ | ۲۴ | ۲۵ | ۲۶ | ۲۷ | ۲۸ | ۲۹ | ۳۰ |
| -------------- | -- | -- | -- | -- | -- | -- | -- | -- | -- | -- | -- | -- | -- | -- | -- | -- | -- | -- | -- | -- | -- | -- | -- | -- | -- | -- | -- | -- | -- | -- |
| استقلال        | پ  | پ  | پ  | م  | م  | پ  | م  | م  | پ  | پ  | پ  | پ  | م  | پ  | پ  | پ  | پ  | پ  | پ  | م  | پ  | پ  | م  | م  | م  | پ  | پ  | م  | پ  | م  |
| پرسپولیس       | پ  | پ  | ش  | م  | م  | پ  | پ  | م  | م  | پ  | پ  | پ  | پ  | م  | پ  | پ  | پ  | پ  | م  | پ  | ش  | پ  | م  | م  | پ  | م  | ش  | پ  | پ  | پ  |
| سپاهان         | پ  | پ  | پ  | ش  | م  | پ  | پ  | ش  | پ  | ش  | ش  | ش  | پ  | پ  | م  | ش  | پ  | م  | م  | م  | پ  | پ  | م  | پ  | م  | پ  | پ  | پ  | ش  | م  |
| گل‌گهر سیرجان   | پ  | پ  | م  | م  | م  | ش  | ش  | ش  | پ  | ش  | م  | م  | پ  | پ  | م  | م  | پ  | پ  | م  | پ  | ش  | م  | م  | م  | م  | پ  | پ  | پ  | پ  | پ  |
| فولاد          | ش  | ش  | پ  | م  | پ  | پ  | م  | م  | م  | پ  | م  | ش  | م  | ش  | پ  | ش  | پ  | م  | پ  | م  | ش  | پ  | پ  | پ  | م  | پ  | ش  | پ  | پ  | م  |
| مس رفسنجان     | ش  | پ  | ش  | م  | م  | پ  | پ  | پ  | پ  | م  | ش  | م  | پ  | ش  | م  | پ  | پ  | م  | پ  | ش  | م  | م  | ش  | ش  | پ  | پ  | ش  | پ  | ش  | م  |
| ذوب‌آهن         | پ  | ش  | ش  | پ  | پ  | ش  | م  | ش  | م  | ش  | ش  | پ  | پ  | ش  | م  | ش  | ش  | ش  | م  | پ  | پ  | پ  | پ  | ش  | ش  | م  | م  | پ  | م  | ش  |
| آلومینیوم اراک | م  | پ  | پ  | م  | پ  | م  | م  | پ  | پ  | م  | م  | ش  | م  | م  | م  | م  | ش  | ش  | ش  | م  | ش  | ش  | پ  | م  | م  | ش  | پ  | م  | م  | م  |
| پیکان          | م  | پ  | پ  | پ  | ش  | م  | ش  | م  | ش  | ش  | پ  | م  | م  | م  | م  | پ  | ش  | پ  | م  | م  | ش  | م  | م  | م  | ش  | ش  | م  | ش  | م  | م  |
| صنعت نفت       | ش  | ش  | ش  | پ  | م  | ش  | م  | م  | ش  | پ  | م  | پ  | ش  | پ  | پ  | پ  | پ  | م  | م  | ش  | پ  | ش  | م  | ش  | م  | ش  | ش  | ش  | م  | پ  |
| هوادار         | ش  | ش  | ش  | پ  | ش  | م  | ش  | م  | م  | پ  | پ  | م  | م  | ش  | ش  | ش  | پ  | م  | پ  | م  | پ  | م  | م  | م  | پ  | ش  | پ  | ش  | ش  | ش  |
| نساجی          | پ  | ش  | م  | ش  | م  | م  | ش  | پ  | م  | م  | پ  | م  | م  | پ  | م  | م  | ش  | ش  | م  | م  | پ  | ش  | م  | ش  | م  | ش  | م  | پ  | م  | ش  |
| تراکتور        | ش  | پ  | ش  | ش  | م  | پ  | م  | ش  | ش  | پ  | ش  | ش  | ش  | م  | م  | م  | ش  | ش  | م  | م  | م  | ش  | ش  | پ  | م  | پ  | م  | ش  | پ  | پ  |
| نفت م.س        | م  | ش  | پ  | م  | ش  | پ  | ش  | م  | م  | ش  | پ  | م  | ش  | ش  | ش  | ش  | ش  | ش  | ش  | م  | م  | ش  | م  | پ  | م  | م  | م  | ش  | م  | م  |
| شهرخودرو       | م  | ش  | ش  | ش  | ش  | ش  | م  | ش  | ش  | ش  | ش  | م  | ش  | م  | ش  | م  | ش  | پ  | ش  | ش  | م  | پ  | م  | م  | م  | ش  | م  | ش  | ش  | م  |
| فجر سپاسی      | ش  | ش  | پ  | م  | پ  | ش  | م  | م  | ش  | م  | ش  | م  | ش  | م  | ش  | م  | ش  | م  | ش  | م  | ش  | ش  | ش  | م  | ش  | م  | ش  | ش  | ش  | ش  |

منبع: IPL Stats - Matches by round

worldfootball.net
تاریخ به روز رسانی: پایان فصل
نکات آماری
- بیشترین برد: استقلال با ۱۹ برد
- بیشترین برد پیاپی: استقلال با ۶ برد پیاپی
- کمترین برد: فجرسپاسی و پدیده  با ۲ برد
- بیشترین مساوی: آلومینیوم اراک با ۱۶ مساوی
- بیشترین مساوی پیاپی: گل کهر با ۴ مساوی پیاپی
- کمترین مساوی: ذوب‌آهن با ۷ مساوی
- بیشترین شکست: فجرسپاسی و پدیده با ۱۷ شکست
- بیشترین شکست پیاپی: نفت مسجدسلیمان با ۷ شکست پیاپی
- کمترین شکست: استقلال بدون شکست (رکورد تاریخ لیگ برتر ایران)

## نتایج لیگ برتر
تاریخ بروز رسانی ۲۵ خرداد ۱۴۰۱
منبع: IPL Stats 
 worldfootball.net
۱تیمهای میزبان در جدول عمودی و میهمان در جدول افقی.
رنگ ها: آبی = برد در خانه خود; زرد = مساوی; قرمز = باخت در خانه خود.

| راهنمایی رنگها |
| -------------- |
| برد در خانه    |
| مساوی          |
| باخت در خانه   |

## رتبه در هر هفته
| تیم / هفته     | ۱       | ۲  | ۳  | ۴  | ۵  | ۶  | ۷  | ۸  | ۹  | ۱۰ | ۱۱ | ۱۲ | ۱۳ | ۱۴ | ۱۵ | ۱۶ | ۱۷ | ۱۸ | ۱۹ | ۲۰ | ۲۱ | ۲۲ | ۲۳ | ۲۴ | ۲۵ | ۲۶ | ۲۷ | ۲۸ | ۲۹ | ۳۰ |   |
| -------------- | ------- | -- | -- | -- | -- | -- | -- | -- | -- | -- | -- | -- | -- | -- | -- | -- | -- | -- | -- | -- | -- | -- | -- | -- | -- | -- | -- | -- | -- | -- | - |
| تیم / هفته     | استقلال | 4  | 4  | 2  | 1  | 2  | 3  | 5  | 6  | 4  | 2  | 1  | 1  | 1  | 1  | 1  | 1  | 1  | 1  | 1  | 1  | 1  | 1  | 1  | 1  | 1  | 1  | 1  | 1  | 1  | 1 |
| پرسپولیس       | 2       | 3  | 5  | 6  | 7  | 4  | 2  | 4  | 6  | 4  | 3  | 2  | 2  | 2  | 2  | 2  | 2  | 2  | 2  | 2  | 2  | 2  | 2  | 2  | 2  | 2  | 3  | 3  | 2  | 2  |   |
| سپاهان         | 3       | 1  | 1  | 3  | 3  | 1  | 1  | 2  | 2  | 1  | 2  | 3  | 3  | 3  | 3  | 3  | 3  | 3  | 3  | 3  | 3  | 3  | 3  | 3  | 3  | 3  | 2  | 2  | 3  | 3  |   |
| گل‌گهر سیرجان   | 1       | 2  | 3  | 4  | 5  | 6  | 3  | 1  | 1  | 8  | 9  | 9  | 8  | 7  | 8  | 7  | 7  | 6  | 6  | 5  | 5  | 5  | 6  | 6  | 6  | 6  | 4  | 4  | 5  | 4  |   |
| فولاد          | 14      | 16 | 13 | 12 | 9  | 7  | 8  | 7  | 7  | 6  | 7  | 7  | 7  | 9  | 7  | 10 | 9  | 9  | 7  | 7  | 8  | 6  | 5  | 4  | 4  | 4  | 5  | 5  | 4  | 5  |   |
| مس رفسنجان     | 15      | 7  | 9  | 9  | 10 | 9  | 7  | 5  | 5  | 5  | 5  | 5  | 4  | 5  | 5  | 4  | 4  | 4  | 4  | 4  | 4  | 4  | 4  | 5  | 5  | 5  | 6  | 6  | 6  | 6  |   |
| ذوب‌آهن         | 5       | 10 | 12 | 7  | 6  | 8  | 9  | 9  | 9  | 11 | 12 | 10 | 9  | 10 | 11 | 11 | 11 | 12 | 12 | 12 | 12 | 9  | 9  | 9  | 11 | 9  | 10 | 7  | 7  | 7  |   |
| آلومینیوم اراک | 7       | 5  | 4  | 5  | 1  | 2  | 4  | 3  | 3  | 3  | 4  | 4  | 5  | 4  | 4  | 5  | 5  | 8  | 9  | 9  | 9  | 11 | 10 | 10 | 10 | 11 | 9  | 8  | 8  | 8  |   |
| پیکان          | 9       | 6  | 6  | 2  | 4  | 5  | 6  | 8  | 8  | 7  | 6  | 6  | 6  | 6  | 6  | 6  | 6  | 5  | 5  | 6  | 6  | 7  | 7  | 7  | 7  | 7  | 7  | 9  | 9  | 9  |   |
| صنعت نفت       | 11      | 15 | 16 | 15 | 14 | 15 | 13 | 13 | 15 | 14 | 15 | 12 | 12 | 11 | 10 | 8  | 8  | 7  | 8  | 8  | 7  | 8  | 8  | 8  | 8  | 8  | 11 | 12 | 11 | 10 |   |
| هوادار         | 13      | 14 | 15 | 14 | 15 | 14 | 15 | 15 | 14 | 13 | 10 | 11 | 11 | 12 | 12 | 13 | 12 | 11 | 11 | 11 | 11 | 10 | 11 | 11 | 9  | 10 | 8  | 10 | 10 | 11 |   |
| نساجی          | 6       | 9  | 7  | 11 | 11 | 12 | 12 | 11 | 10 | 10 | 8  | 8  | 10 | 8  | 9  | 9  | 10 | 10 | 10 | 10 | 10 | 12 | 12 | 12 | 12 | 12 | 12 | 11 | 12 | 12 |   |
| تراکتور        | 16      | 8  | 11 | 13 | 13 | 10 | 10 | 12 | 12 | 9  | 11 | 13 | 13 | 13 | 13 | 12 | 13 | 13 | 13 | 13 | 13 | 13 | 13 | 13 | 13 | 13 | 13 | 13 | 13 | 13 |   |
| نفت م.س        | 10      | 12 | 8  | 8  | 12 | 13 | 14 | 14 | 13 | 15 | 14 | 15 | 15 | 15 | 15 | 15 | 15 | 15 | 15 | 15 | 15 | 15 | 15 | 14 | 14 | 14 | 14 | 14 | 14 | 14 |   |
| شهرخودرو       | 8       | 11 | 14 | 16 | 16 | 16 | 16 | 16 | 16 | 16 | 16 | 16 | 16 | 16 | 16 | 16 | 16 | 16 | 16 | 16 | 16 | 16 | 16 | 16 | 16 | 16 | 16 | 16 | 16 | 15 |   |
| فجر سپاسی      | 12      | 13 | 10 | 10 | 8  | 11 | 11 | 10 | 11 | 12 | 13 | 14 | 15 | 14 | 14 | 14 | 14 | 14 | 14 | 14 | 14 | 14 | 14 | 15 | 15 | 15 | 15 | 15 | 15 | 16 |   |

آخرین بروزرسانی: پایان فصل
منبع: IranProLeague Stats
IPL Stats

### صدرنشینان لیگ برتر
| # | تیم       | تعداد هفته صدرنشینی | هفته‌های صدرنشینی                                              |
| - | --------- | ------------------- | ------------------------------------------------------------- |
| ۲ | استقلال   | ۲۱                  | ۴-۱۱-۱۲-۱۳-۱۴-۱۵-۱۶-۱۷-۱۸-۱۹-۲۰-۲۱ ۲۲-۲۳-۲۴-۲۵-۲۶-۲۷-۲۸-۲۹-۳۰ |
| ۴ | سپاهان    | ۵                   | ۲-۳-۶-۷-۱۰                                                    |
| ۳ | گل‌گهر     | ۳                   | ۱-۸-۹                                                         |
| ۵ | آلومینیوم | ۱                   | ۵                                                             |

تاریخ به روز رسانی: پایان فصل

## جدول کلین شیت

### کلین شیت بر اساس دروازه‌بان
| #  | دروازه‌بان          | تیم             | بازی | گل خورده | کلین‌شیت | درصد |
| -- | ------------------ | --------------- | ---- | -------- | ------- | ---- |
| ۱  | حسین حسینی         | استقلال         | ۲۶   | ۹        | ۱۸      | ۶۹٪  |
| ۲  | محسن فروزان        | گل‌گهر سیرجان    | ۲۶   | ۱۹       | ۱۳      | ۵۰٪  |
| ۳  | حسین پورحمیدی      | آلومینیوم اراک  | ۲۸   | ۲۳       | ۱۳      | ۴۶٪  |
| ۴  | حبیب فرعباسی       | ذوب‌آهن          | ۲۵   | ۱۹       | ۱۲      | ۴۸٪  |
| ۵  | محمدرضا اخباری     | تراکتور         | ۲۳   | ۱۹       | ۱۰      | ۴۳٪  |
| ۶  | کریستوفر کنت       | سپاهان          | ۱۷   | ۱۴       | ۹       | ۵۳٪  |
| ۷  | مهرداد بشاگردی     | هوادار تهران    | ۱۸   | ۱۳       | ۹       | ۵۰٪  |
| ۸  | حامد لک            | پرسپولیس        | ۲۳   | ۱۶       | ۹       | ۳۹٪  |
| ۹  | علیرضا حقیقی       | نساجی مازندران  | ۲۷   | ۲۷       | ۹       | ۳۳٪  |
| ۱۰ | شهاب گردان         | فولاد خوزستان   | ۱۴   | ۹        | ۸       | ۵۷٪  |
| ۱۱ | علی محسن‌زاده       | نفت مسجدسلیمان  | ۲۰   | ۲۲       | ۸       | ۴۰٪  |
| ۱۲ | ایمان صادقی        | فجرسپاسی        | ۳۰   | ۲۹       | ۸       | ۲۷٪  |
| ۱۳ | محمدرشید مظاهری    | سپاهان          | ۱۴   | ۱۳       | ۷       | ۵۰٪  |
| ۱۴ | احمد گوهری         | صنعت نفت آبادان | ۱۶   | ۱۳       | ۷       | ۴۴٪  |
| ۱۵ | فرهاد کرمانشاهی    | پیکان تهران     | ۲۳   | ۲۰       | ۷       | ۳۰٪  |
| ۱۶ | مسلم حق‌شناس        | هوادار تهران    | ۱۱   | ۷        | ۶       | ۵۵٪  |
| ۱۷ | احسان مرادیان      | فولاد خوزستان   | ۱۴   | ۱۳       | ۶       | ۴۳٪  |
| ۱۸ | داوود نوشی صوفیانی | مس رفسنجان      | ۱۴   | ۱۴       | ۶       | ۴۳٪  |
| ۱۹ | فرزین گروسیان      | صنعت نفت آبادان | ۱۷   | ۱۶       | ۶       | ۳۵٪  |
| ۲۰ | فایز الرشیدی       | مس رفسنجان      | ۱۵   | ۱۵       | ۵       | ۳۳٪  |

تاریخ به‌ روز رسانی: پایان فصل

### کلین‌شیت بر اساس تیم‌ها
| تیم‌ها / هفته‌ها | جمع | ۱ | ۲ | ۳ | ۴ | ۵ | ۶ | ۷ | ۸ | ۹ | ۱۰ | ۱۱ | ۱۲ | ۱۳ | ۱۴ | ۱۵ | ۱۶ | ۱۷ | ۱۸ | ۱۹ | ۲۰ | ۲۱ | ۲۲ | ۲۳ | ۲۴ | ۲۵ | ۲۶ | ۲۷ | ۲۸ | ۲۹ | ۳۰ |
| -------------- | --- | - | - | - | - | - | - | - | - | - | -- | -- | -- | -- | -- | -- | -- | -- | -- | -- | -- | -- | -- | -- | -- | -- | -- | -- | -- | -- | -- |
| استقلال        | ۲۱  | ۱ | ۱ | ۱ | ۰ | ۱ | ۱ | ۰ | ۱ | ۱ | ۱  | ۱  | ۱  | ۰  | ۰  | ۱  | ۰  | ۱  | ۱  | ۱  | ۱  | ۰  | ۱  | ۰  | ۱  | ۰  | ۱  | ۰  | ۱  | ۱  | ۱  |
| سپاهان         | ۱۶  | ۱ | ۱ | ۱ | ۰ | ۱ | ۱ | ۱ | ۱ | ۱ | ۰  | ۰  | ۰  | ۱  | ۰  | ۱  | ۰  | ۰  | ۱  | ۱  | ۰  | ۱  | ۰  | ۱  | ۰  | ۰  | ۱  | ۰  | ۱  | ۰  | ۰  |
| آلومینیوم اراک | ۱۵  | ۱ | ۱ | ۱ | ۱ | ۰ | ۱ | ۱ | ۱ | ۱ | ۰  | ۱  | ۰  | ۰  | ۰  | ۱  | ۰  | ۰  | ۰  | ۰  | ۱  | ۰  | ۰  | ۱  | ۱  | ۱  | ۰  | ۰  | ۱  | ۰  | ۰  |
| فولاد          | ۱۵  | ۰ | ۰ | ۰ | ۱ | ۱ | ۱ | ۱ | ۰ | ۰ | ۱  | ۱  | ۰  | ۰  | ۰  | ۱  | ۰  | ۱  | ۰  | ۱  | ۱  | ۰  | ۰  | ۱  | ۱  | ۰  | ۱  | ۰  | ۰  | ۱  | ۱  |
| هوادار         | ۱۵  | ۰ | ۰ | ۰ | ۱ | ۰ | ۱ | ۰ | ۱ | ۰ | ۱  | ۱  | ۱  | ۱  | ۰  | ۰  | ۰  | ۰  | ۱  | ۱  | ۱  | ۱  | ۰  | ۱  | ۱  | ۱  | ۰  | ۱  | ۰  | ۰  | ۰  |
| گل‌گهر          | ۱۳  | ۰ | ۱ | ۰ | ۰ | ۱ | ۰ | ۰ | ۰ | ۰ | ۰  | ۱  | ۰  | ۱  | ۱  | ۱  | ۱  | ۱  | ۰  | ۰  | ۰  | ۰  | ۱  | ۱  | ۰  | ۰  | ۱  | ۰  | ۱  | ۱  | ۰  |
| پرسپولیس       | ۱۲  | ۰ | ۰ | ۰ | ۰ | ۰ | ۱ | ۱ | ۱ | ۰ | ۰  | ۱  | ۱  | ۰  | ۰  | ۱  | ۱  | ۰  | ۱  | ۰  | ۰  | ۰  | ۰  | ۰  | ۱  | ۱  | ۰  | ۰  | ۱  | ۰  | ۱  |
| ذوب‌آهن         | ۱۲  | ۱ | ۰ | ۱ | ۰ | ۰ | ۰ | ۱ | ۰ | ۰ | ۰  | ۰  | ۱  | ۱  | ۰  | ۱  | ۰  | ۰  | ۰  | ۱  | ۰  | ۰  | ۱  | ۱  | ۰  | ۰  | ۰  | ۱  | ۱  | ۱  | ۰  |
| صنعت نفت       | ۱۲  | ۰ | ۰ | ۰ | ۱ | ۱ | ۰ | ۰ | ۱ | ۰ | ۱  | ۱  | ۰  | ۰  | ۱  | ۰  | ۱  | ۱  | ۱  | ۰  | ۰  | ۱  | ۰  | ۱  | ۰  | ۰  | ۰  | ۰  | ۰  | ۰  | ۱  |
| مس رفسنجان     | ۱۲  | ۰ | ۱ | ۰ | ۱ | ۰ | ۱ | ۱ | ۱ | ۰ | ۱  | ۰  | ۰  | ۱  | ۰  | ۱  | ۰  | ۰  | ۰  | ۱  | ۰  | ۱  | ۰  | ۰  | ۰  | ۰  | ۱  | ۰  | ۱  | ۰  | ۰  |
| پیکان          | ۱۱  | ۱ | ۱ | ۰ | ۱ | ۰ | ۰ | ۱ | ۱ | ۰ | ۰  | ۰  | ۰  | ۰  | ۰  | ۱  | ۰  | ۰  | ۱  | ۱  | ۰  | ۰  | ۱  | ۱  | ۱  | ۰  | ۰  | ۰  | ۰  | ۰  | ۰  |
| تراکتور        | ۱۱  | ۰ | ۱ | ۰ | ۰ | ۱ | ۱ | ۱ | ۰ | ۰ | ۱  | ۰  | ۰  | ۰  | ۰  | ۰  | ۱  | ۰  | ۰  | ۱  | ۰  | ۱  | ۰  | ۰  | ۱  | ۰  | ۰  | ۱  | ۰  | ۰  | ۱  |
| نفت م.س        | ۱۱  | ۱ | ۰ | ۱ | ۱ | ۰ | ۰ | ۰ | ۱ | ۰ | ۰  | ۱  | ۰  | ۰  | ۰  | ۰  | ۰  | ۰  | ۰  | ۰  | ۱  | ۱  | ۰  | ۱  | ۱  | ۰  | ۱  | ۰  | ۰  | ۰  | ۱  |
| نساجی          | ۹   | ۱ | ۰ | ۰ | ۰ | ۱ | ۰ | ۰ | ۱ | ۰ | ۰  | ۰  | ۰  | ۱  | ۱  | ۰  | ۰  | ۰  | ۰  | ۰  | ۱  | ۱  | ۰  | ۰  | ۰  | ۱  | ۰  | ۰  | ۰  | ۱  | ۰  |
| فجر سپاسی      | ۸   | ۰ | ۰ | ۱ | ۰ | ۱ | ۰ | ۱ | ۰ | ۰ | ۱  | ۰  | ۱  | ۰  | ۰  | ۰  | ۰  | ۰  | ۱  | ۰  | ۰  | ۰  | ۰  | ۰  | ۱  | ۰  | ۱  | ۰  | ۰  | ۰  | ۰  |
| شهر خودرو      | ۶   | ۱ | ۰ | ۰ | ۰ | ۰ | ۰ | ۱ | ۰ | ۰ | ۰  | ۰  | ۰  | ۰  | ۰  | ۰  | ۰  | ۰  | ۱  | ۰  | ۰  | ۱  | ۱  | ۰  | ۰  | ۰  | ۰  | ۰  | ۰  | ۰  | ۱  |

نکات آماری
- بیشترین کلین‌شیت: استقلال با ۲۱ کلین‌شیت
- کمترین کلین‌شیت: شهر خودرو با ۶ کلین‌شیت
- بیشترین کلین‌شیت پیاپی: استقلال، سپاهان و گل‌گهر با ۵ هفته کلین‌شیت پیاپی
- بیشترین عدم کلین‌شیت پیاپی: شهر خودرو با ۱۰ هفته عدم کلین‌شیت پیاپی

## گلزنی تیم‌ها در هر هفته از مسابقات
| تیم‌ها / هفته‌ها | جمع | ۱ | ۲ | ۳ | ۴ | ۵ | ۶ | ۷ | ۸ | ۹ | ۱۰ | ۱۱ | ۱۲ | ۱۳ | ۱۴ | ۱۵ | ۱۶ | ۱۷ | ۱۸ | ۱۹ | ۲۰ | ۲۱ | ۲۲ | ۲۳ | ۲۴ | ۲۵ | ۲۶ | ۲۷ | ۲۸ | ۲۹ | ۳۰ |
| -------------- | --- | - | - | - | - | - | - | - | - | - | -- | -- | -- | -- | -- | -- | -- | -- | -- | -- | -- | -- | -- | -- | -- | -- | -- | -- | -- | -- | -- |
| پرسپولیس       | ۲۶  | ۱ | ۱ | ۰ | ۱ | ۱ | ۱ | ۱ | ۰ | ۱ | ۱  | ۱  | ۱  | ۱  | ۱  | ۱  | ۱  | ۱  | ۱  | ۱  | ۱  | ۰  | ۱  | ۱  | ۰  | ۱  | ۱  | ۱  | ۱  | ۱  | ۱  |
| استقلال        | ۲۴  | ۱ | ۱ | ۱ | ۱ | ۰ | ۱ | ۱ | ۰ | ۱ | ۱  | ۱  | ۱  | ۱  | ۱  | ۱  | ۱  | ۱  | ۱  | ۱  | ۰  | ۱  | ۱  | ۱  | ۰  | ۱  | ۱  | ۱  | ۰  | ۱  | ۰  |
| فولاد          | ۲۲  | ۱ | ۰ | ۱ | ۰ | ۱ | ۱ | ۰ | ۱ | ۱ | ۱  | ۰  | ۰  | ۱  | ۱  | ۱  | ۰  | ۱  | ۱  | ۱  | ۰  | ۱  | ۱  | ۱  | ۱  | ۱  | ۱  | ۱  | ۱  | ۱  | ۰  |
| مس رفسنجان     | ۲۲  | ۰ | ۱ | ۱ | ۰ | ۱ | ۱ | ۱ | ۱ | ۱ | ۰  | ۱  | ۱  | ۱  | ۱  | ۰  | ۱  | ۱  | ۱  | ۱  | ۱  | ۰  | ۱  | ۰  | ۰  | ۱  | ۱  | ۱  | ۱  | ۰  | ۱  |
| سپاهان         | ۲۱  | ۱ | ۱ | ۱ | ۰ | ۰ | ۱ | ۱ | ۱ | ۱ | ۰  | ۱  | ۰  | ۱  | ۱  | ۰  | ۱  | ۱  | ۰  | ۰  | ۱  | ۱  | ۱  | ۰  | ۱  | ۱  | ۱  | ۱  | ۱  | ۰  | ۱  |
| گل‌گهر          | ۲۰  | ۱ | ۱ | ۱ | ۱ | ۰ | ۰ | ۰ | ۰ | ۱ | ۰  | ۰  | ۱  | ۱  | ۱  | ۰  | ۰  | ۱  | ۱  | ۱  | ۱  | ۱  | ۰  | ۰  | ۱  | ۱  | ۱  | ۱  | ۱  | ۱  | ۱  |
| نساجی          | ۲۰  | ۱ | ۱ | ۱ | ۰ | ۰ | ۱ | ۰ | ۱ | ۱ | ۱  | ۱  | ۱  | ۰  | ۱  | ۱  | ۱  | ۱  | ۱  | ۱  | ۰  | ۱  | ۱  | ۱  | ۰  | ۰  | ۰  | ۱  | ۱  | ۰  | ۰  |
| پیکان          | ۱۸  | ۰ | ۱ | ۱ | ۱ | ۰ | ۱ | ۱ | ۰ | ۰ | ۱  | ۱  | ۱  | ۱  | ۱  | ۰  | ۱  | ۱  | ۱  | ۰  | ۱  | ۰  | ۰  | ۰  | ۰  | ۰  | ۰  | ۱  | ۱  | ۱  | ۱  |
| تراکتور        | ۱۶  | ۱ | ۱ | ۰ | ۱ | ۰ | ۱ | ۰ | ۰ | ۱ | ۱  | ۰  | ۰  | ۱  | ۱  | ۱  | ۰  | ۰  | ۰  | ۰  | ۱  | ۰  | ۱  | ۰  | ۱  | ۱  | ۱  | ۰  | ۰  | ۱  | ۱  |
| صنعت نفت       | ۱۶  | ۰ | ۰ | ۰ | ۱ | ۰ | ۰ | ۱ | ۰ | ۰ | ۱  | ۰  | ۱  | ۰  | ۱  | ۱  | ۱  | ۱  | ۰  | ۱  | ۰  | ۱  | ۰  | ۰  | ۱  | ۱  | ۰  | ۱  | ۰  | ۱  | ۱  |
| آلومینیوم اراک | ۱۴  | ۰ | ۱ | ۱ | ۰ | ۱ | ۰ | ۰ | ۱ | ۱ | ۱  | ۰  | ۱  | ۱  | ۱  | ۰  | ۱  | ۰  | ۰  | ۰  | ۰  | ۰  | ۰  | ۱  | ۰  | ۰  | ۰  | ۱  | ۰  | ۱  | ۱  |
| شهر خودرو      | ۱۴  | ۰ | ۰ | ۰ | ۰ | ۱ | ۰ | ۰ | ۰ | ۱ | ۰  | ۰  | ۱  | ۰  | ۱  | ۰  | ۱  | ۱  | ۱  | ۰  | ۱  | ۰  | ۱  | ۱  | ۱  | ۱  | ۰  | ۱  | ۰  | ۱  | ۰  |
| هوادار         | ۱۴  | ۰ | ۰ | ۰ | ۱ | ۰ | ۰ | ۰ | ۰ | ۱ | ۱  | ۱  | ۰  | ۰  | ۰  | ۱  | ۱  | ۱  | ۰  | ۱  | ۰  | ۱  | ۱  | ۰  | ۰  | ۱  | ۱  | ۱  | ۱  | ۰  | ۰  |
| ذوب‌آهن         | ۱۳  | ۱ | ۰ | ۱ | ۰ | ۱ | ۰ | ۰ | ۰ | ۱ | ۰  | ۰  | ۱  | ۱  | ۰  | ۰  | ۰  | ۰  | ۰  | ۰  | ۱  | ۱  | ۱  | ۱  | ۰  | ۰  | ۱  | ۰  | ۱  | ۰  | ۱  |
| نفت م.س        | ۱۲  | ۰ | ۰ | ۱ | ۰ | ۱ | ۰ | ۰ | ۰ | ۱ | ۰  | ۱  | ۱  | ۰  | ۰  | ۰  | ۱  | ۱  | ۰  | ۰  | ۰  | ۰  | ۱  | ۰  | ۱  | ۱  | ۰  | ۱  | ۰  | ۱  | ۰  |
| فجر سپاسی      | ۹   | ۰ | ۰ | ۱ | ۱ | ۱ | ۰ | ۰ | ۱ | ۰ | ۰  | ۰  | ۰  | ۰  | ۱  | ۰  | ۱  | ۰  | ۰  | ۰  | ۱  | ۰  | ۰  | ۰  | ۰  | ۱  | ۰  | ۰  | ۰  | ۱  | ۰  |

نکات آماری
- بیشترین تعداد هفته گلزنی: پرسپولیس با ۲۶ هفته گلزنی
- کمترین تعداد هفته گلزنی: فجر سپاسی با ۹ هفته گلزنی
- بیشترین گلزنی پیاپی: پرسپولیس با ۱۲ هفته گلزنی پیاپی
- بیشترین عدم گلزنی پیاپی: آلومینیوم اراک، پیکان و ذوب‌آهن با ۶ هفته عدم گلزنی پیاپی

## نمودار هفتگی گل‌ها
تاریخ به روز رسانی: پایان فصل

## رکوردهای فصل
استقلال اولین تیمی شد که در تاریخ لیگ برتر یک فصل را بدون باخت به پایان رساند و عنوان قهرمانی را نیز کسب کرد.
همچنین حسینی به رکورد بیشترین کلین شیت در یک فصل لیگ برتر رسید.

## داوران
| #  | داوران            | تعداد قضاوت | کارت قرمز |
| -- | ----------------- | ----------- | --------- |
| ۱  | پیام حیدری        | ۱۱          | ۳         |
| ۲  | موعود بنیادی‌فر    | ۱۱          | ۲         |
| ۳  | رضا مهدوی         | ۱۰          | ۶         |
| ۴  | امیر عرب‌براقی     | ۱۰          | ۳         |
| ۵  | بیژن حیدری        | ۱۰          | ۱         |
| ۶  | حسن اکرمی         | ۱۰          | ۱         |
| ۷  | مرتضی منصوریان    | ۱۰          | ۱         |
| ۸  | علی صفایی         | ۱۰          | ۰         |
| ۹  | علی‌اصغر مومنی     | ۹           | ۳         |
| ۱۰ | کوپال ناظمی       | ۹           | ۰         |
| ۱۱ | احمد محمدی        | ۸           | ۱         |
| ۱۲ | حمید حاج‌ملک       | ۷           | ۴         |
| ۱۳ | میثم حیدری        | ۷           | ۱         |
| ۱۴ | یاسر همرنگ        | ۷           | ۱         |
| ۱۵ | کمیل غلامی        | ۷           | ۱         |
| ۱۶ | روح‌اله شریفی      | ۷           | ۱         |
| ۱۷ | محمدحسین ترابیان  | ۷           | ۰         |
| ۱۸ | امیر سامان سلطانی | ۷           | ۰         |
| ۱۹ | رضا عادل          | ۶           | ۲         |
| ۲۰ | محمدحسین زاهدی‌فرد | ۶           | ۱         |
| ۲۱ | مهدی سیدعلی       | ۶           | ۰         |

| #  | داوران          | تعداد قضاوت | کارت قرمز |
| -- | --------------- | ----------- | --------- |
| ۲۲ | اشکان خورشیدی   | ۶           | ۰         |
| ۲۳ | وحید کاظمی      | ۶           | ۰         |
| ۲۴ | عبدالنبی پورخلف | ۶           | ۰         |
| ۲۵ | سعاد وفاپیشه    | ۶           | ۰         |
| ۲۶ | جواد رحیم‌زاده   | ۵           | ۱         |
| ۲۷ | محمدرضا اکبریان | ۵           | ۰         |
| ۲۸ | عباس راکی       | ۵           | ۰         |
| ۲۹ | محمدرضا تارخ    | ۴           | ۱         |
| ۳۰ | حسین زیاری      | ۴           | ۰         |
| ۳۱ | ناصر جنگی       | ۴           | ۰         |
| ۳۲ | مهدی مرجان‌زاده  | ۲           | ۰         |
| ۳۳ | حسین زمانی      | ۱           | ۱         |
| ۳۴ | رضا کرمانشاهی   | ۱           | ۰         |
| ۳۵ | علی بای         | ۱           | ۰         |
| ۳۶ | فرزاد منصوری    | ۱           | ۰         |
| ۳۷ | ایمان کهیش      | ۱           | ۰         |
| ۳۸ | شبیر بهروزی     | ۱           | ۰         |
| ۳۹ | ابوالفضل گرجی   | ۱           | ۰         |
| ۴۰ | وحید زمانی      | ۱           | ۰         |
| ۴۱ | علیرضا فغانی    | ۱           | ۰         |

تاریخ به روز رسانی: پایان فصل

## بازیکنان خارجی
| تیم            | نام              | پست       | بازی | گل | پاس گل | توضیحات                                |
| -------------- | ---------------- | --------- | ---- | -- | ------ | -------------------------------------- |
| استقلال        | رافائل سیلوا     | مدافع     | ۸    | ۰  | ۰      |                                        |
| استقلال        | عزیزبک اَمانوف    | وینگر     | ۸    | ۰  | ۲      |                                        |
| استقلال        | کوین یامگا       | وینگر     | ۲۴   | ۱۰ | ۲      |                                        |
| استقلال        | رودی ژستد        | مهاجم     | ۲۳   | ۳  | ۲      | وی یک گل در شهرآورد برگشت به ثمر رساند |
| پرسپولیس       | بوژیدار رادوشویچ | دروازه‌بان | ۲    | ۰  | ۰      | فسخ قرارداد                            |
| پرسپولیس       | وحدت حنانوف      | مدافع     | ۷    | ۰  | ۰      |                                        |
| پرسپولیس       | منوچهر صفروف     | مدافع     | ۲    | ۰  | ۰      |                                        |
| پرسپولیس       | شیرزاد تمیروف    | مهاجم     | ۹    | ۱  | ۰      |                                        |
| پیکان          | تیتو اوکلو       | مهاجم     | ۵    | ۰  | ۰      |                                        |
| تراکتور        | تیاگو فریرا      | مدافع     | ۵    | ۰  | ۰      |                                        |
| سپاهان         | کریستوفر کنت     | دروازه‌بان | ۱۷   | ۰  | ۰      | ثبت ۹ کلین شیت                         |
| سپاهان         | گیورگی گولسیانی  | مدافع     | ۲۵   | ۳  | ۰      |                                        |
| فولاد          | موسی کولیبالی    | مدافع     | ۲۱   | ۰  | ۰      |                                        |
| فولاد          | آیاندا پاتوسی    | هافبک     | ۲۲   | ۵  | ۳      |                                        |
| فولاد          | لوسیانو پریرا    | مهاجم     | ۲۸   | ۷  | ۱      |                                        |
| گل‌گهر          | اریک باگناما     | مهاجم     | ۳    | ۰  | ۰      | انتقال قرضی به استقلال تاجیکستان       |
| گل‌گهر          | کیروس استنلی     | مهاجم     | ۱۳   | ۵  | ۱      |                                        |
| مس رفسنجان     | فایز الرشیدی     | دروازه‌بان | ۱۴   | ۰  | ۰      | ثبت ۵ کلین شیت                         |
| مس رفسنجان     | زاهر الاغبری     | وینگر     | ۵    | ۰  | ۰      |                                        |
| مس رفسنجان     | گادوین منشا      | مهاجم     | ۲۴   | ۱۴ | ۱      | اقای‌گل گل فصل لیگ برتر                 |
| نفت مسجدسلیمان | کرار جاسم        | هافبک     | ۸    | ۲  | ۰      | فسخ قرارداد                            |

منبع: IPL Stats
تاریخ به روز رسانی: پایان فصل